# Archidendron jiringa
Archidendron jiringa är en ärtväxtart som först beskrevs av William Jack, och fick sitt nu gällande namn av Ivan Christian Nielsen. Archidendron jiringa ingår i släktet Archidendron och familjen ärtväxter. Inga underarter finns listade i Catalogue of Life.

## Bildgalleri

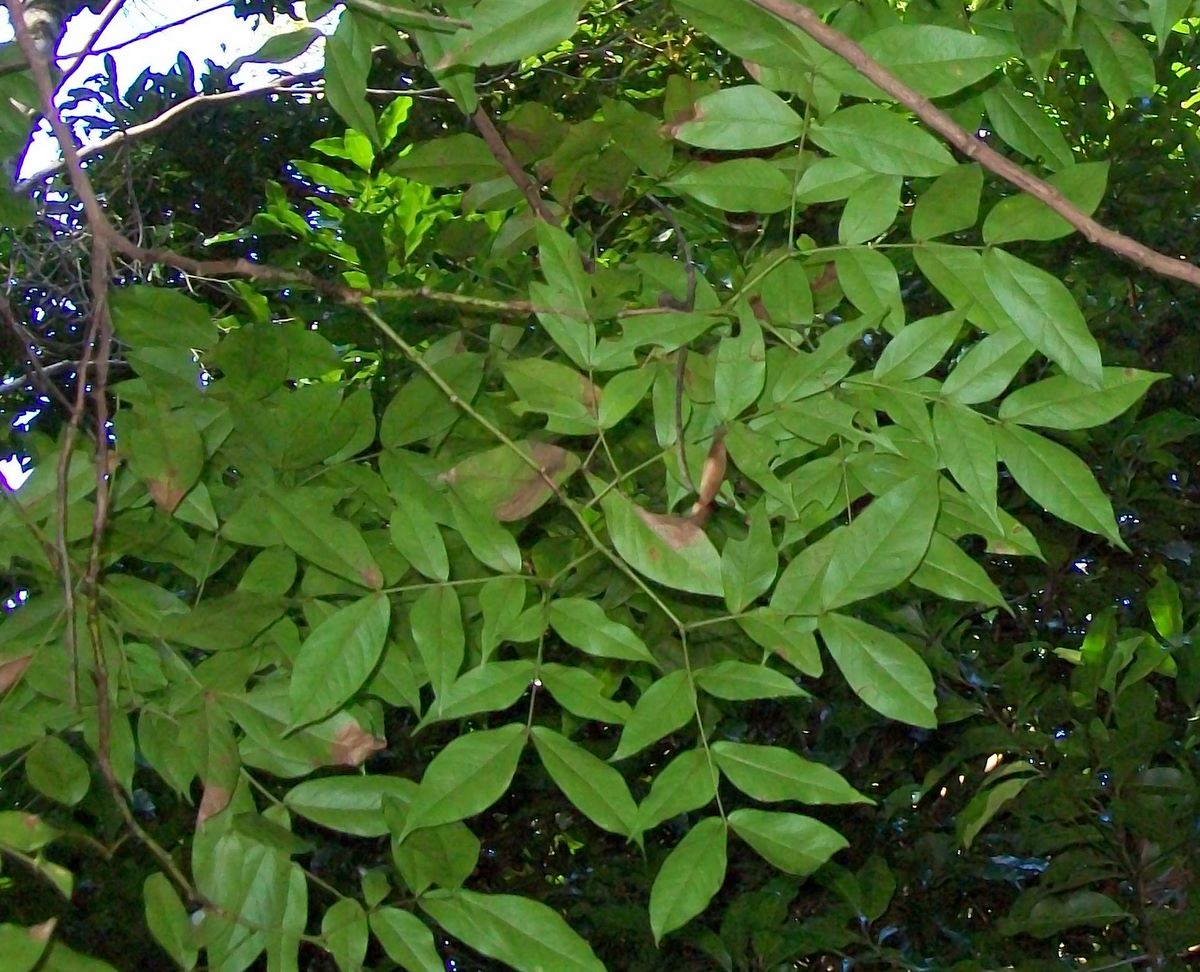
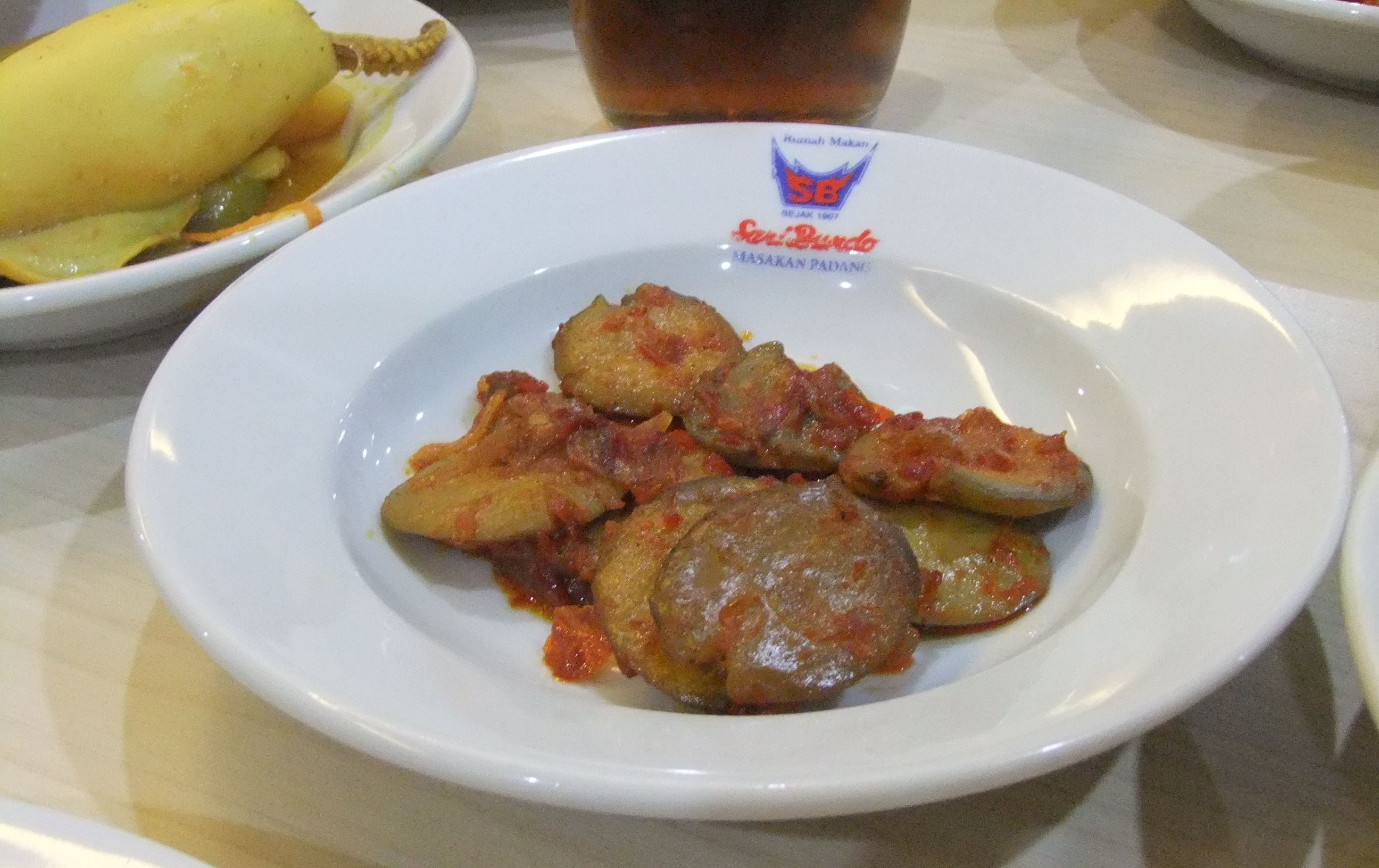